# Astronium lecointei
Astronium lecointei é uma espécie de árvore de grande porte da família Anacardiaceae, nativa da Floresta Amazônica. É uma das espécies de madeira mais valorizadas da Amazônia.

## Características
É uma árvore emergente da floresta, de grande porte, que pode atingir mais de 30 metros de altura e um diâmetro de tronco de 60 a 80 centímetros. Possui um tronco reto e cilíndrico, com uma copa pouco densa. As folhas são compostas e imparipinadas. A floração é discreta, com flores pequenas agrupadas em panículas. A germinação das sementes é do tipo epígea e criptocotiledonar, considerada incomum para o gênero.
A madeira é muito pesada (massa específica aparente de 0,97 gramas por centímetro cúbico), dura e de alta resistência mecânica. O cerne possui uma coloração de fundo que varia do bege-rosado ao castanho-avermelhado, sobreposto por faixas e veios verticais de cor castanho-escuro a preto, de espaçamento irregular.

## Distribuição
Astronium lecointei é nativa da Bacia Amazônica, com ampla distribuição no Brasil, Bolívia, Colômbia, Equador, Peru, Suriname e Guianas. No Brasil, ocorre nos estados do Acre, Amazonas, Rondônia, Roraima, Mato Grosso, Pará e Maranhão. No Maranhão, é encontrada na região da pré-amazônia maranhense, habitando principalmente as florestas de terra firme.

## Cultivo e Cuidados
É uma espécie de clímax ou secundária tardia, que pode tolerar alguma sombra quando jovem, mas necessita de luz para atingir o pleno desenvolvimento. O crescimento em campo é considerado lento a moderado. O plantio de Astronium lecointei é recomendado para sistemas de enriquecimento de florestas secundárias e para a recuperação de áreas degradadas na Amazônia, visando tanto a restauração ecológica quanto a produção madeireira a longo prazo.

## Propagação
A propagação da espécie é feita por sementes. A germinação ocorre em um período de 10 a 20 dias após a semeadura, não necessitando de tratamentos especiais. As mudas se desenvolvem melhor em ambientes com algum sombreamento inicial.

## Usos
A madeira de Astronium lecointei é versátil e apreciada no mercado nacional e internacional.
- Construção Civil: Utilizada em estruturas pesadas como vigas, caibros e tesouras, e também em construções leves como esquadrias, portas, janelas e forros.
- Pisos e Revestimentos: É muito empregada na fabricação de tacos, assoalhos e parquês de alta qualidade, devido à sua resistência ao desgaste e ao seu apelo estético.
- Mobiliário e Decoração: Usada na produção de móveis de luxo, peças torneadas, lâminas decorativas, cabos de ferramentas e de talheres, e em acabamentos de interiores.

## Estado de conservação
A espécie Não foi Avaliada (NE) pela União Internacional para a Conservação da Natureza (IUCN). No entanto, a exploração madeireira intensa e, muitas vezes, ilegal, representa uma forte pressão sobre suas populações naturais. A extração seletiva das árvores de maior porte e melhor qualidade pode levar à disgenia (empobrecimento genético) da espécie na floresta. A falta de regeneração natural em áreas exploradas é uma grande preocupação para sua conservação a longo prazo, tornando o manejo florestal sustentável uma prática indispensável.